# Stethophyma
Stethophyma es un género de saltamontes de la subfamilia Oedipodinae, familia Acrididae, y está asignado a la tribu Parapleurini. Este género se distribuye en Norteamérica (Canadá y el norte de Estados Unidos), Europa y el norte de Asia (Rusia, Japón, Corea, Mongolia, China).

## Especies
Las siguientes especies pertenecen al género Stethophyma:
- Stethophyma celatum Otte, 1979
- Stethophyma gracile (Scudder, 1862)
- Stethophyma grossum (Linnaeus, 1758)
- Stethophyma kevani Storozhenko & Otte, 1994
- Stethophyma lineatum (Scudder, 1862)
- Stethophyma magister (Rehn, 1902)